# Мейма (Марказі)
Мейма (перс. ميمه) — село в Ірані, у дегестані Баят, у бахші Новбаран, шагрестані Саве остану Марказі. За даними перепису 2006 року, його населення становило 58 осіб, що проживали у складі 28 сімей.

## Клімат
Середня річна температура становить 11,40 °C, середня максимальна – 30,84 °C, а середня мінімальна – -10,20 °C. Середня річна кількість опадів – 261 мм.
| Клімат поселення                              | Клімат поселення | Клімат поселення | Клімат поселення | Клімат поселення | Клімат поселення | Клімат поселення | Клімат поселення | Клімат поселення | Клімат поселення | Клімат поселення | Клімат поселення | Клімат поселення | Клімат поселення |
| Показник                                      | Січ.             | Лют.             | Бер.             | Квіт.            | Трав.            | Черв.            | Лип.             | Серп.            | Вер.             | Жовт.            | Лист.            | Груд.            |                  |
| Середній максимум, °C                         | 5,70             | 6,96             | 12,13            | 18,15            | 22,91            | 28,91            | 30,84            | 30,39            | 25,70            | 19,74            | 12,86            | 7,05             |                  |
| Середня температура, °C                       | −2,25            | −1               | 4,18             | 10,19            | 14,96            | 20,94            | 24,73            | 24,26            | 19,58            | 13,60            | 6,72             | 0,94             |                  |
| Середній мінімум, °C                          | −10,2            | −8,96            | −3,76            | 2,25             | 7,01             | 12,99            | 18,58            | 18,12            | 13,44            | 7,48             | 0,60             | −5,2             |                  |
| Норма опадів, мм                              | 35               | 35               | 47               | 38               | 32               | 5                | 1                | 1                | 0                | 11               | 22               | 34               |                  |
| Середньомісячна швидкість вітру, м/с          | 1.90             | 2.46             | 3.08             | 3.07             | 2.62             | 2.49             | 2.53             | 2.39             | 2.18             | 2.16             | 1.80             | 1.64             |                  |
| Середньомісячна сонячна радіація, кДж/м²·день | 8633             | 11529            | 14261            | 17902            | 21999            | 26539            | 25959            | 23681            | 20243            | 14683            | 10571            | 8517             |                  |
| --------------------------------------------- | ---------------- | ---------------- | ---------------- | ---------------- | ---------------- | ---------------- | ---------------- | ---------------- | ---------------- | ---------------- | ---------------- | ---------------- | ---------------- |
| Джерело:                                      |                  |                  |                  |                  |                  |                  |                  |                  |                  |                  |                  |                  |                  |